# لوك نايتينجيل
لوك نايتينجيل (بالإنجليزية: Luke Nightingale)‏ هو لاعب كرة قدم بريطاني في مركز الهجوم، ولد في 22 ديسمبر 1980 في بورتسموث في المملكة المتحدة. لعب مع سويندون تاون ونادي بورتسموث ونادي ساوثيند يونايتد ونادي ويموث.